# Arn Chorn-Pond
Arn Chorn-Pond (sinh năm 1966) là một nhạc sĩ Campuchia, nhà hoạt động nhân quyền từng sống sót qua nạn diệt chủng tàn bạo dưới thời Khmer Đỏ. Ông còn ủng hộ sức mạnh chữa bệnh và biến đổi của nghệ thuật, và nhất là về âm nhạc cổ truyền của Campuchia.

## Tiểu sử
Chorn-Pond chào đời năm 1966 tại Campuchia trong một gia đình nghệ sĩ và nhạc công quê ở Battambang. Khi Khmer Đỏ lên nắm quyền vào năm 1975, Chorn-Pond và hàng trăm đứa trẻ khác bị chế độ mới gửi đến Wat Ek Phnom, một ngôi chùa Phật giáo nằm gần Battambang được chuyển đổi thành trại tù mà ông sống sót được nhờ tài thổi sáo mua vui cho đám lính canh.
Trong suốt năm ngày liền, một nghệ nhân đã tới dạy cho Chorn-Pond và bốn đứa trẻ khác thổi sáo và khim, đàn tam thập lục kiểu Campuchia. Cả nhóm học chơi một bài hát ru truyền thống gọi là Bombay. Sau cùng, Chorn-Pond và một cậu bé khác được chọn chơi những bài hát tuyên truyền Khmer Đỏ cho đám lính canh. Ba đứa trẻ kia và tay nghệ nhân còn lại thì bị dẫn đi thủ tiêu. Chorn-Pond hồi tưởng "Khi họ đưa vị thầy cũ khác đi để có thêm bài học nữa, tôi cầu xin họ đừng giết ông ấy. Tôi nói với họ rằng tôi chưa có đủ kỹ năng và tôi đề nghị lấy mạng sống của chính mình thế chỗ họ". Trong một lần ghé thăm Campuchia vào năm 1996, ông đã được đoàn tụ với người thầy của mình.
Ngay khi Việt Nam đưa quân sang Campuchia vào năm 1978, đám lính canh đã trao súng và buộc Chorn-Pond phải chiến đấu chống lại bộ đội Việt Nam. Cuối cùng, ông lén bỏ trốn vào rừng rậm nhờ vậy mà thoát nạn suốt nhiều tháng trời. "Tôi bám theo lũ khỉ và ăn bất cứ thứ gì chúng ăn. Tôi bắt cá bằng tay và ăn trái cây, và còn giết luôn cả những con khỉ." Cuối năm 1980, ông vượt biên sang Thái Lan và được một người lính Thái đưa đến Trại tị nạn Sa Kaeo. Nhờ vậy mà ông mới được gặp Đức cha Peter L. Pond ngay tại đây. Đức cha Pond sau này nhớ lại "Cậu bé nặng khoảng 60 pound và trông rất ốm yếu, cậu bé bị sốt rét và thực sự cận kề với cái chết...Đứa trẻ ốm yếu này với tay và chạm vào tôi, và nói bằng tiếng Anh, 'Xin chào.' Đó...chính là Arn Chorn ngay từ lần đầu tiên, đưa tay ra và chạm vào."
Đức cha Pond liền đưa Arn tới Jefferson, New Hampshire và chính thức nhận nuôi cậu vào năm 1984. Tổng cộng, Pond đã nhận nuôi 16 đứa trẻ Campuchia, hầu hết là trẻ mồ côi, trong đó có một người cuối cùng trở thành bác sĩ Campuchia đầu tiên của tiểu bang Rhode Island là Tiến sĩ Soneath Pond.

## Sự nghiệp
Trong những tháng đầu tiên ở Mỹ, Arn Chorn-Pond đã trải qua những khó khăn khi là một trong những học sinh không phải người da trắng đầu tiên theo học tại Trường Trung học Vùng White Mountains. Ông tốt nghiệp Học viện Gould ở Maine năm 1985, rồi nhập học Trường Northfield Mount Hermon và vào được Đại học Brown trong hai năm trước khi rút lui để đồng sáng lập Children of War (tạm dịch: Trẻ em trong Chiến tranh), một tổ chức chuyên giúp đỡ những người trẻ tuổi vượt qua đau khổ do chiến tranh gây nên và những tổn thương khác như lạm dụng trẻ em, nghèo đói, phân biệt chủng tộc và ly hôn. Từ khi thành lập vào năm 1984 đến năm 1988, Children of War đã đào tạo một nhóm lãnh đạo nòng cốt gồm 150 thanh niên đại diện cho 21 quốc gia. Hơn 100.000 sinh viên Hoa Kỳ từ 480 trường học đã tham gia vào chương trình này.  Năm 1992 Chorn-Pond nhận bằng cử nhân khoa học chính trị từ Trường Đại học Providence và năm 2007 trường trao cho ông bằng Tiến sĩ danh dự về Phụng sự Nhân đạo.
Chorn-Pond cũng là một trong số ít những người Campuchia sống sót trở về các trại tị nạn ở biên giới Thái Lan - Campuchia. Trong khi theo học đại học ở Rhode Island, Arn đã dành cả mùa hè từ năm 1986 đến năm 1988 để giảng dạy và giúp đỡ những người vẫn còn di tản vì chiến tranh. Ông còn là người Campuchia trẻ tuổi nhất tham gia vào các nỗ lực ngoại giao phục vụ cho công tác hòa giải. Lúc còn là sinh viên tại Trường Đại học Providence, Chorn-Pond đã đồng sáng lập Hiệp hội Anh lớn/Chị cả Đông Nam Á ở Providence và lập nên Peace Makers (tạm dịch: Nhà Kiến tạo Hòa bình), một chương trình can thiệp băng đảng có trụ sở tại Mỹ dành cho thanh niên Đông Nam Á ở Providence. Năm 1993, ông trở lại Campuchia và thành lập Đội Tình nguyện viên Phát triển Cộng đồng Campuchia.
Năm 1998, ông đứng ra thành lập Cambodian Master Performers Program (tạm dịch: Chương trình Người biểu diễn Bậc thầy Campuchia), chương trình này phát triển thành Cambodian Living Arts (tạm dịch: Nghệ thuật Sống Campuchia). Nhiệm vụ ban đầu của tổ chức này nhằm mục đích hồi sinh nghệ thuật biểu diễn truyền thống đang bị đe dọa ở Campuchia bằng cách tìm kiếm giới nghệ sĩ cũ hoặc nhạc sĩ chuyên nghiệp được đào tạo và giúp họ truyền lại kỹ năng và kiến thức của mình cho thế hệ tiếp theo. Cambodian Living Arts kể từ đó đã mở rộng phạm vi làm chương trình bao gồm học bổng, nghiên cứu sinh, hội thảo, đào tạo, ủy ban, giáo dục nghệ thuật và một doanh nghiệp về văn hóa cung cấp cơ hội việc làm phong phú cho giới nghệ sĩ biểu diễn Campuchia. Chorn-Pond vẫn gắn bó với công việc của tổ chức, với tư cách là người phát ngôn và đặc biệt với công việc của The Khmer Magic Music Bus (tạm dịch: Chuyến xe buýt âm nhạc kỳ diệu của người Khmer), một chương trình về Cambodian Living Arts nhằm đưa các buổi biểu diễn và trình diễn âm nhạc đến những làng mạc và cộng đồng xung quanh Campuchia, vốn chưa được tiếp cận với nghệ thuật biểu diễn, đồng thời cũng hợp tác chặt chẽ với một số cộng đồng nhất định nhằm gìn giữ một số hình thức âm nhạc đặc biệt hiếm hoi của Campuchia tồn tại.
Arn Chorn-Pond cũng từng là Giám đốc Chương trình Thanh niên thuộc Hiệp hội Tương trợ Campuchia ở Lowell, Massachusetts, và từ năm 2001 là Cố vấn Đặc biệt về Sự vụ Campuchia cho tổ chức Clear Path International.
Arn Chorn-Pond còn là một nghệ sĩ thổi sáo cừ khôi, được cho là đã dạy Ron Korb chơi Khloy (sáo trúc Campuchia) theo phong cách truyền thống của người Khmer. Năm 2001 Chorn-Pond biểu diễn trên sân khấu trong chương trình Tưởng nhớ và Tôn kính của Peter Gabriel dành cho "Các Nhà lãnh đạo Thế giới" của Trung tâm Harbourfront do Laurie Brown tổ chức, chia sẻ sân khấu với Peter Gabriel, Jane Siberry, Tia Carrere, Ron Korb, Donald Quan, Jeff Martin, Andy Stochansky, Loreena McKennitt, Daniel Lanois và Lorraine Segato.